# Aldrovandia affinis
Espèce
Statut de conservation UICN

LC : Préoccupation mineure
Aldrovandia affinis est une espèce de poisson appartenant à la famille des Halosauridés.